# Lobor
Lobor je naselje na Hrvaškem, ki je središče občine Lobor Krapinsko-zagorske županije.

## Lega
Kraj leži na južnem pobočju 1061 m visoke Ivanščice 14 km severno od Zlatar-Bistrice. Od Zagreba in Varaždina pa je oddaljen 50 km.

## Ime kraja
Ime kraja se je verjetno razvilo iz latinske besede labor v prvotnem pomenu delo ter je najverjetneje povezano s starim rimskim kamnolomom in pripadajočimi kamnoseškimi delavnicami, ki so stali vf bližini kraja.

## Zgodovina
V doslej znanih starih listinah se Lobor prvič omenja leta 1244 kot posest (possesio Lobur), ki jo je ogrsko in hrvaški kralj Bela IV. za zasluge podelil varaždinskemu županu Mihovilu. Leta 1259 pa se v listini kralja Bele IV. omenja utrdba Lobor (castrum Lobor). V poznem srednjem veku so bili lastniki Celjski grofje (1399-1456) in nato Jan Vitovec. Od leta 1525 pa sta utrdba in naselje pripadali plemiški družini Keglević, ki je v 17. stoletju postavila nov baročni dvorec. Stara utrdba pa je bila zapuščena. Danes so od nje ostale samo še ruševine zunanjih zidov. Novi dvorec pa se je vse do 18. stol. postopno dograjeval. Leta 1905 ga je Oskar Keglević prodal trgovcu Moricu Seflengenu. Pri delitvi Kraljevine Jugoslavije na banovine je postalo naselje Lobor del Savske banovine, v času Neodvisne države Hrvaške pa v sestavu Velike župe Zagorje. V letih 1941 in 1942 je bilo v dvorcu zbirno taborišče za Jude. Od tu so avgusta 1942 poslali v koncentracijsko taborišče Auschwitz okoli 1300 otrok in žensk.

## Demografija
| Pregled števila prebivalcev po letih | Pregled števila prebivalcev po letih | Pregled števila prebivalcev po letih | Pregled števila prebivalcev po letih | Pregled števila prebivalcev po letih | Pregled števila prebivalcev po letih | Pregled števila prebivalcev po letih | Pregled števila prebivalcev po letih | Pregled števila prebivalcev po letih | Pregled števila prebivalcev po letih | Pregled števila prebivalcev po letih | Pregled števila prebivalcev po letih | Pregled števila prebivalcev po letih | Pregled števila prebivalcev po letih | Pregled števila prebivalcev po letih |
| ------------------------------------ | ------------------------------------ | ------------------------------------ | ------------------------------------ | ------------------------------------ | ------------------------------------ | ------------------------------------ | ------------------------------------ | ------------------------------------ | ------------------------------------ | ------------------------------------ | ------------------------------------ | ------------------------------------ | ------------------------------------ | ------------------------------------ |
| 1857                                 | 1869                                 | 1880                                 | 1890                                 | 1900                                 | 1910                                 | 1921                                 | 1931                                 | 1948                                 | 1953                                 | 1961                                 | 1971                                 | 1981                                 | 1991                                 | 2001                                 |
| 209                                  | 228                                  | 242                                  | 363                                  | 344                                  | 385                                  | 367                                  | 358                                  | 316                                  | 477                                  | 475                                  | 266                                  | 267                                  | 585                                  | 546                                  |